# 高桥镇 (宁波市)
高桥镇是中华人民共和国浙江省宁波市海曙区一个建制镇，辖区面积53平方千米，因高桥而得名:47。

## 历史
周朝时属鄞，秦朝时属句章县，宋、元、明、清时称清道乡，民国时称罂湖乡、后塘乡、清道乡、丰惠乡，1950年5月设高桥乡、塘北乡、秀水乡、月塘乡、新庄乡，1956年清道乡、塘北乡、秀水乡并入高桥乡，月塘乡部分划给白岳乡，部分并入高桥乡，1958年改为上游（望春）人民公社第一、二、六、七、八5个大队（管理区），余姚县马车桥、周家浦、后山、岐山、里大岙、外大岙、湖西等村划入，属上游（望春）公社第九大队（管理区），1961年6月改为高桥公社、望春公社、岐阳公社，1983年6月改为高桥乡、望春乡、岐阳乡，1984年1月望春乡望春桥村、徐家漕村划归海曙区西郊乡，1992年5月高桥乡、望春乡、岐阳乡合并为高桥镇:47、191、481:21，2016年9月划归海曙区管辖。

## 行政区划
高桥镇下辖以下地区：
长乐社区、高桥社区、紫薇社区、学院社区、蒲馨社区、梁祝社区、新桥社区、海馨社区、高桥村、高峰村、蒲家村、联升村、芦港村、石塘村、藕缆桥村、新庄村、红心村、宋家漕村、长乐村、新联村、秀丰村、梁祝村、江南村、岐阳村、岐湖村、民乐村、合心村、望江村

## 交通
高桥镇交通便捷。宁波绕城高速公路在高桥镇境内设高桥枢纽。望春路向西连接G92高速公路大隐出口。建设中的通途路快速路通过高桥镇。宁波轨道交通1号线起于高桥镇，设高桥西、高桥、梁祝、芦港四站和江南停车场。